# Jan Beneš (Fußballspieler)
Jan Beneš (* 24. Oktober 1982 in Varnsdorf) ist ein ehemaliger tschechischer Fußballspieler.

## Karriere
Jan Beneš spielte ab 1992 dreizehn Jahre für den FK Ústí nad Labem, bis er im Januar 2005 zum VfB Sangerhausen in die Verbandsliga Sachsen-Anhalt wechselte. Dort blieb er zweieinhalb Jahre und ging 2007 zum Halleschen FC. Beneš stieg so im Jahr 2012 in die 3. Fußball-Liga auf, wo er in der Saison 2012/13 zu 24 Profieinsätzen kam. 2013 wechselte er in die Regionalliga Nordost zum FSV Wacker 90 Nordhausen. Dort blieb er bis 2015 und ging dann für eine Saison wieder zum VfB Sangerhausen. 2016 kündigte der Vizepräsident des FSV Wacker, Holger Scholz, an, dass Beneš zum VfL Pirna-Copitz wechseln wird, weil er dort näher an seiner tschechischen Heimat sei. Beim Sachsenligisten stand er von 2016 bis zu seinem Karriereende 2017 unter Vertrag.